# Louis Marotti
Louis J. „Lou“ Marotti (* 28. März 1915 in Chisholm, Minnesota; † 3. Oktober 2003 in Los Gatos, Kalifornien) war ein US-amerikanischer American-Football-Spieler. Er spielte drei Saisons auf der Position des Guards für die Chicago Cardinals in der National Football League (NFL).

## NFL
Marotti begann seine Karriere 1941 bei den New York Giants und wechselte am 14. September 1943 zu den Chicago Cardinals. Dort spielte er bis 1945, auch während des Zusammenschlusses der Cardinals mit den Pittsburgh Steelers zu den Card-Pitts 1944.